# پاتریک مک‌گوئن
پاتریک مک‌گوئن (انگلیسی: Patrick McGoohan؛ ۱۹ مارس ۱۹۲۸ – ۱۳ ژانویهٔ ۲۰۰۹) بازیگر، سینما، تلویزیون، تئانر، کارگردان، تهیه‌کننده و نویسنده ایرلندی زاده آمریکا بود. وی بین سال‌های ۱۹۵۵ تا ۲۰۰۲ میلادی فعالیت می‌کرد.
از فیلم‌هایی که وی در آن نقش داشته‌است می‌توان به شجاع‌دل، فرار از آلکاتراز، زمانی برای کشتن، اسکنرها، منفجرکننده‌های سد، شبح، ماری، ملکه اسکاتلند و یک نابغه، دو شریک و یک ساده‌دل اشاره کرد.

## جوایز
- جایزه بفتا بهترین بازیگر مرد تلویزیونی ۱۹۶۰
- جایزه امی ساعات پربیننده بهترین اجرای انفرادی بازیگر نقش مکمل مرد مجموعه تلویزیونی کمدی یا درام ۱۹۷۵
- جایزه امی ساعات پربیننده بهترین بازیگر مرد مهمان مجموعه تلویزیونی درام ۱۹۹۰